# I Dare You (canción de Kelly Clarkson)
"I Dare You" es una canción de la cantante estadounidense Kelly Clarkson. Producido y escrito por Jesse Shatkin, con escritura adicional de Natalie Hemby, Laura Veltz, Ben West y Jeff "Gitty" Gitelman, Atlantic Records lo lanzó como sencillo independiente el 16 de abril de 2020. A diferencia de sus discos anteriores, su lanzamiento único incluye múltiples versiones de la canción grabadas en varios idiomas a dúo con varios artistas de grabación, como la cantante francés Zaz, la cantante canadiense-marroquí Faouzia para la versión árabe marroquí, el cantante español Blas Cantó, el dúo musical alemán Glasperlenspiel, la cantante israelí Maya Bouskilla para la versión hebrea y el American Deaf West Theatre para la versión en lenguaje de señas americano. La versión hebrea alcanzó el número uno en Israel.

## Recepción crítica
"I Dare You" ha recibido una recepción positiva, y los críticos elogiaron la grabación única en seis idiomas de la canción y las diversas interpretaciones vocales, en particular de Clarkson, quien grabó la canción en los seis idiomas.